# Chimaera cubana
Chimaera cubana е вид химер от семейство Chimaeridae.

## Разпространение и местообитание
Видът е разпространен в Колумбия, Куба и Пуерто Рико.
Среща се на дълбочина от 180 до 448 m, при температура на водата около 12,1 °C и соленост 35,4 ‰.

## Описание
На дължина достигат до 75 cm.